# Gland (Yonne)
Gland – miejscowość i gmina we Francji, w regionie Burgundia-Franche-Comté, w departamencie Yonne.
Według danych na rok 1990 gminę zamieszkiwały 42 osoby, a gęstość zaludnienia wynosiła 3 osoby/km² (wśród 2044 gmin Burgundii Gland plasuje się na 868. miejscu pod względem liczby ludności, natomiast pod względem powierzchni na miejscu 693.).